# Zangia
Zangia is een geslacht van kevers uit de familie bladkevers (Chrysomelidae).
De wetenschappelijke naam van het geslacht werd in 1976 gepubliceerd door Chen.

## Soorten
- Zangia coerulea Jiang, 1990
- Zangia nigricollis Jiang, 1990
- Zangia pallidula Jiang, 1990
- Zangia signata Jiang, 1990